# Matteo Rizzo
Matteo Rizzo (* 5. September 1998 in Rom) ist ein italienischer Eiskunstläufer, der im Einzellauf startet.

## Persönliches
Matteo Rizzos Eltern Brunilde Bianchi und Valter Rizzo waren früher ein Paar im Eistanzen und traten für Italien bei den Eiskunstlauf-Europameisterschaften 1984 und 1985 an. Seine jüngere Schwester Francesca nahm als Jugendliche ebenfalls an internationalen Wettbewerben im Eistanz teil.
Wie ein Großteil des italienischen Nationalteams – das Eistanzpaar Marco Fabbri/Charlène Guignard und das Sportpaar Filippo Ambrosini/Rebecca Ghilardi – gehört Rizzo der Gruppo Sportivo Fiamme Azzurre, der Sportgruppe der italienischen Polizei Polizia Penitenziaria, an.

## Sportliche Karriere
Matteo Rizzo trainiert seit seiner Kindheit bei der früheren italienischen Eiskunstläuferin Franca Bianconi, inzwischen auch bei dem früheren tschechisch-italienischen Paarläufer Ondřej Hotárek. Auch Rizzos Vater gehört zu seinem Trainingsteam.
Rizzo debütierte 2016 bei Europameisterschaften und 2017 bei Weltmeisterschaften. Nach drei zweiten Plätzen in Folge hinter Ivan Righini gewann er 2018 erstmals bei den nationalen Meisterschaften und nahm als italienischer Meister an seinen ersten Olympischen Spielen teil. Wenig später erreichte er in Sofia als erster Italiener das Podium bei Juniorenweltmeisterschaften (Bronze).
Der internationale Durchbruch gelang Rizzo bei der Europameisterschaft 2019 in Minsk, als er überraschend die Bronzemedaille errang. Nach für ihn enttäuschenden italienischen Meisterschaften, bei denen er sich dem sechzehnjährigen Südtiroler Daniel Grassl geschlagen geben musste, zeigte er sich bei der Europameisterschaft in Bestform. Durch eine persönliche Bestleistung von 165,67 Punkten für seine Kür zu einem Queen-Medley verbesserte sich Rizzo noch vom zehnten auf den Bronzerang. Dabei eröffnete er mit einem vierfachen Toeloop und bekam Höchstbewertungen bei all seinen Pirouetten.
Im Sommer 2019 trainierte Rizzo für einige Zeit im Toronto Cricket, Skating and Curling Club bei Brian Orser, um an seinen Vierfachsprüngen zu arbeiten. In der folgenden Saison trat er mit einem Kurzprogramm zu Start a Fire von John Legend aus dem Film La La Land mit einer Choreografie von Shae-Lynn Bourne und einer Kür zu dem Stück Galicia Flamenca von Gino D’Auri mit einer Choreografie von Massimo Scali an. Rizzo wurde 2019/20 in die ISU-Grand-Prix-Serie eingeladen; dort belegte er bei Skate Canada den 6. Platz, beim Cup of China gewann er die Bronzemedaille. Bei den Europameisterschaften 2020 wurde er Fünfter, einen Platz hinter Daniel Grassl. Für die Weltmeisterschaften 2020 war Rizzo qualifiziert, der Wettbewerb wurde aber aufgrund der COVID-19-Pandemie abgesagt.
Bei den Weltmeisterschaften 2021 nahm Rizzo erneut teil und erreichte den 11. Platz. Damit war er der höchstplatzierte italienische Teilnehmer vor Daniel Grassl, der diesmal einen Platz hinter ihm lag. Rizzo trat in dieser Saison einer Kür zu From Now On aus dem Musicalfilm Greatest Showman an und anfangs mit einem Kurzprogramm zu Romanza von Andrea Bocelli. Im Laufe der Saison änderte er sein Kurzprogramm zu einem Arrangement von Luca Longobardi und A chi mi dice, einer italienischen Version des Popsongs Breathe Easy der Boygroup Blue.
In der Saison 2021/22 trat Rizzo mit einem Kurzprogramm zu Liedern der italienischen Band Måneskin und einer Kür zu dem Lied Two Men in Love von The Irrepressibles an. Er gewann die Silbermedaille bei den Italienischen Meisterschaften. Von den Europameisterschaften zog Rizzo aufgrund eines nicht näher benannten technischen Problems seine Teilnahme zurück und wurde durch Nikolaj Memola ersetzt. Bei den Olympischen Winterspielen 2022 erreichte er den 16. Platz. Bei den Weltmeisterschaften 2022 erreichte er den 10. Platz. Damit sicherte er zusammen mit Daniel Grassl, der den 7. Platz erreichte, erneut zwei Quotenplätze für Italien bei den Weltmeisterschaften 2023.
Für die Saison 2022/23 behielt Rizzo sein Kurzprogramm bei und trat mit einer neuen Kür zu Musik von Bruno Mars an. In der Grand-Prix-Serie erreichte er einen 3. und einen 6. Platz. Bei den Italienischen Meisterschaften 2023 konnte er ein zweites Mal den Meistertitel erringen. Bei den Europameisterschaften 2023 gewann Rizzo die Silbermedaille hinter dem Franzosen Adam Siao Him Fa und vor dem Schweizer Lukas Britschgi.

## Ergebnisse
| Meisterschaft / Jahr           | 2015  | 2016  | 2017  | 2018  | 2019  | 2020  | 2021  | 2022  | 2023  | 2024  |
| ------------------------------ | ----- | ----- | ----- | ----- | ----- | ----- | ----- | ----- | ----- | ----- |
| Olympische Winterspiele        |       |       |       | 21.   |       |       |       | 16.   |       |       |
| Weltmeisterschaften            |       |       | 30.   | 17.   | 7.    |       | 11.   | 10.   | 9.    |       |
| Europameisterschaften          |       | 13.   |       | 9.    | 3.    | 5.    |       |       | 2.    |       |
| Italienische Meisterschaften   | 2.    | 2.    | 2.    | 1.    | 2.    | 2.    | 2.    | 2.    | 1.    |       |
| Grand-Prix-Wettbewerb / Saison | 14/15 | 15/16 | 16/17 | 17/18 | 18/19 | 19/20 | 20/21 | 21/22 | 22/23 | 23/24 |
| Skate America                  |       |       |       |       | 4.    |       |       |       |       |       |
| NHK Trophy                     |       |       |       |       | 3.    |       |       | 5.    | 6.    |       |
| Skate Canada                   |       |       |       |       |       | 6.    |       |       | 3.    | 3.    |
| Cup of China                   |       |       |       |       |       | 3.    |       |       |       |       |
| Cup of Russia                  |       |       |       |       |       |       |       | 5.    |       |       |